# Biratori, Hokkaidō
Biratori (平取町 Biratori-chō) (tiếng Ainu: ピラ・ウトゥル, đã Latinh hoá: pira-utur) là thị trấn thuộc huyện Saru, phó tỉnh Hidaka, Hokkaidō, Nhật Bản. Tính đến ngày 1 tháng 10 năm 2020, dân số ước tính thị trấn là 4.776 người và mật độ dân số là 6,4 người/km2. Tổng diện tích thị trấn là 743,1 km2.